# All Right Now
All Right Now je skladba britské blues rockové kapely Free. Byla vydána jako singl a později i na jejím třetím studiovém albu Fire and Water. Jedná se o nejúspěšnější píseň Free a jeden z nejznámějších rockových hitů vůbec.

## Historie
Jako mnoho velkých hitů vznikla All Right Now spíše mimoběžně a velmi rychle. Kapela Free do té doby hrála především pomalé a středně rychlé bluesové písně, které sice dávaly vyniknout syrovému hlasu Paula Rodgerse, unikátnímu kytarové technice Paula Kossoffa, vynalézavosti Andyho Frasera a tvrdému beatu Simona Kirkea, ale nenacházely odezvu u masového publika. Kapela si to naléhavě uvědomila po jednom koncertu v anglickém Durhamu. „Když jsme dohráli show, odešli jsme do šatny za zvuku našich vlastních kroků. Potlesk utichl, než jsem vůbec odešel od bicí soupravy,“ popisoval Simon Kirke. Skupině bylo jasné, že potřebuje hitovou píseň, jíž by mohla svá vystoupení uzavírat. V šatně pak Andy Fraser z náhlého vnuknutí začal poskakovat, tleskat do rytmu a zpívat „all right now“. „Posadil se a napsal to přímo v šatně. Netrvalo to déle než deset minut,“ dodal Kirke. Fraser později tuto historku víceméně potvrzoval.

## Kompozice
Píseň otevírá charakteristický kytarový riff Paula Kossoffa založený na blues tvořící základ slok, v nichž hraje pouze kytara a bicí. Baskytara se přidává v refrénu a dlouhé střední instrumentální části, do níž Fraser přihrál i zvučné pianové akordy. Tato pasáž rovněž ukazuje unikátní kytarovou techniku Paula Kossoffa, při níž dokázal ohýbat tóny takovým způsobem, na který jiní kytaristé potřebovali zvratné tremolo s pákou. Kossoff to zvládal jen prsty, neboť jeho kytara (nejčastěji hrál na Gibson Les Paul) páku k dispozici neměla. Tuto techniku obdivoval a od Kossoffa se chtěl naučit i Eric Clapton, jeden z nejlepších a nejuznávanějších kytaristů té doby.  
Text písně nabízí klasickou zápletku, v níž se muž snaží udělat dojem na ženu. Paul Rodgers ho však pojal originálně a dvě sloky koncipoval jako dialog obou aktérů, kdy se mladík pokouší dívku „uhnat“, zatímco ostražitá dívka si drží odstup. Příběh má otevřený konec. Verše jsou melodické se silnou rytmikou, slova se často rýmují i v rámci jednoho verše.

## Kritika a přijetí
Singl měl po vydání v květnu 1970 obrovský úspěch, dostal se na 2. místo britské hitparády, na 4. příčku za oceánem a katapultoval do té doby málo známou kapelu do popředí zájmu. Výrazně také napomohl úspěchu následně uveřejněného alba Fire and Water, na němž zaujal poslední místo, podobně jako v tracklistu na koncertech. Verze z alba byla delší o opakování druhé sloky po střední instrumentální části.
Díky úspěchu singlu a alba se Free otevřela cesta na proslulý festival Isle of Wight, kde vystoupili před obrovským publikem čítajícím přes 600 tisíc diváků.
Píseň byla jako singl opět vydána v roce 1973 a umístila se pátá v britské hitparádě. Třetího uveřejnění se dočkala v roce 1991 a opět zabodovala, získala osmé místo. Stala se tak jednou z mála skladeb, jíž se podařilo třikrát proniknout do první desítky hitparády. Mimoto se stala číslem 1 ve 20 různých zemích, prodalo se přes 400 tisíc kopií tohoto singlu a jen ve Spojených státech dosáhla více než tří miliónů přehrání v tamějších rádiích.
Z dlouhodobějšího hlediska ale dostal obrovský úspěch singlu skupinu pod tlak a Free na něj už nedokázali navázat. Následující album Highway se navzdory svým kvalitám slabě prodávalo a hitový potenciál dalšího singlu The Stealer se nenaplnil. Z toho byli mladí muzikanti (nejstaršímu Kirkeovi bylo 21 let, nejmladšímu Fraserovi jen 18 let) velmi rozčarovaní a v podstatě to způsobilo první rozpad kapely v roce 1971.

## Sestava
- Paul Rodgers – zpěv
- Paul Kossoff – kytara
- Andy Fraser – baskytara, piano
- Simon Kirke – bicí